# Europese weg 233
De Europese weg 233 of E233 is een Europese weg die door Nederland en Duitsland loopt. Hij komt langs de volgende steden:
- Hoogeveen
- Emmen
- Twist
- Meppen
- Haselünne
- Löningen
- Cloppenburg

De weg begint bij knooppunt Hoogeveen als E232/A28/N48; binnen Nederland is de weg gelijk aan de Rijksweg 37. Bij Zwartemeer gaat de weg de grens over naar Duitsland.
Vanaf de grens loopt deze weg verder als Bundesstraße 402 tot aan de Bundesstraße 213 bij Haselünne in Duitsland. In Duitsland kruist de B402 (E233) de snelweg A31 (de Emslandlinie). Via Haselünne en Cloppenburg sluit de B213 (E233) aan op A1. Daarmee is het een directe route vanaf de Randstad naar de Noord-Duitse havensteden Bremen en Hamburg en naar Scandinavië.
De weg is vooral na de invoering van de tol op de Duitse autobanen een populaire route voor vrachtverkeer naar Noord-Duitsland en Scandinavië.
Tot 1986 was de E233 bekend onder het nummer E72, die in Oldenzaal van de E8 (de latere E30) aftakte. Tot de jaren 90 volgde de E233 dan ook de route vanaf Oldenzaal via de N342 naar Nordhorn, waarvandaan de B213 werd gevolgd, in Cloppenburg werd het huidige traject tot de aansluiting met de A1 gevolgd. Toen in de jaren 80 werd besloten dat de provinciale weg Hoogeveen - Holsloot zou worden opgewaardeerd tot rijksweg werd besloten om het routeverloop te veranderen, mede om in aanmerking te komen van Europese subsidies voor de ombouw van de toenmalige N37 tot autosnelweg.